# ناحية كبغيان
ناحية كبغيان (بالفارسية: بخش کبگیان) هي ناحية في مقاطعة دنا، محافظة كهكيلوية وبوير أحمد، إيران. حسب إحصاء 2016، بلغ عدد سكان الناحية 7741 فردا في 2172 عائلة. بالناحية مدينة واحدة هي تشيتاب، وبها منطقتان ريفيتان هما قسم تشنار الريفي وقسم كبغيان الريفي